# Широке (Прешов)
Широке (слч. Široké) насељено је мјесто са административним статусом сеоске општине (слч. obec) у округу Прешов, у Прешовском крају, Словачка Република.

## Становништво
| Година:    | 1994. | 2004.   | 2014.   | 2024.   |
| ---------- | ----- | ------- | ------- | ------- |
| Број људи: | 2221  | 2282    | 2461    | 2445    |
| Разлика:   |       | +2,74 % | +7,84 % | -0,65 % |

| Година:    | 2023. | 2024.   |
| ---------- | ----- | ------- |
| Број људи: | 2443  | 2445    |
| Разлика:   |       | +0,08 % |

Према подацима о броју становника из 2024. године насеље је имало 2445 становника.